# Scammon Bay (Alaska)
Scammon Bay ist ein Ort mit dem Status einer City in der Kusilvak Census Area in Alaska. Das U.S. Census Bureau hatte bei der Volkszählung 2020 eine Einwohnerzahl von 600 ermittelt. Das Eskimo-Dorf liegt im Yupik-Sprachenraum.

## Geographie
Scammon Bay liegt im Westen von Alaska am linken Ufer des Kun River kurz vor dessen Mündung in die Scammon Bay. Der etwa 8 m hoch gelegene Ort befindet sich 27 km ostnordöstlich vom Cape Romanzof. Im Süden erheben sich die Askinuk Mountains. Nächstgelegene Orte sind Chevak, knapp 35 km südlich, sowie Hooper Bay, 44 km südwestlich. Landeinwärts erstreckt sich das Yukon-Kuskokwim-Delta. Scammon Bay liegt innerhalb des Schutzgebietes Yukon Delta National Wildlife Refuge. Der Ort verfügt über den Flugplatz Scammon Bay.

## Geschichte
Der heutige Ort ist in der Sprache der Eskimo auch unter dem Namen „Marayaarmiut“ (Menschen des kleinen Watts) bekannt. Die Bucht wurde nach Captain Charles Scammon benannt. Dieser war von 1856 bis 1867 Marinechef der Western Union Telegraph Expedition. 1951 wurde ein Postamt unter dem Namen „Scammon Bay“ eröffnet. 1967 erhielt Scammon Bay den Status einer „City“. Fischfang und Subsistenzwirtschaft sind weiterhin wichtige Wirtschaftsfaktoren in Scammon Bay. Die meisten Einwohner verbringen den Sommer 50 km weiter nördlich in ihren Fisch-Camps am Black River. Der Verkauf, die Einfuhr und der Besitz von Alkohol sind in Scammon Bay verboten.

## Demografie
Zum Zeitpunkt der Volkszählung im Jahre 2020 (U.S. Census 2020) hatte Scammon Bay 600 Einwohner auf einer Landfläche von 1,21 km². Von den Einwohnern waren 4 Weiße sowie 593 amerikanisch-indianischer Abstammung sowie 10 Asiate.
Beim Zensus im Jahr 2000 wurden 465 Einwohner gezählt, 2010 waren es 474. Somit war die Bevölkerungsentwicklung in den letzten Jahren ansteigend.